# Vilcabamba

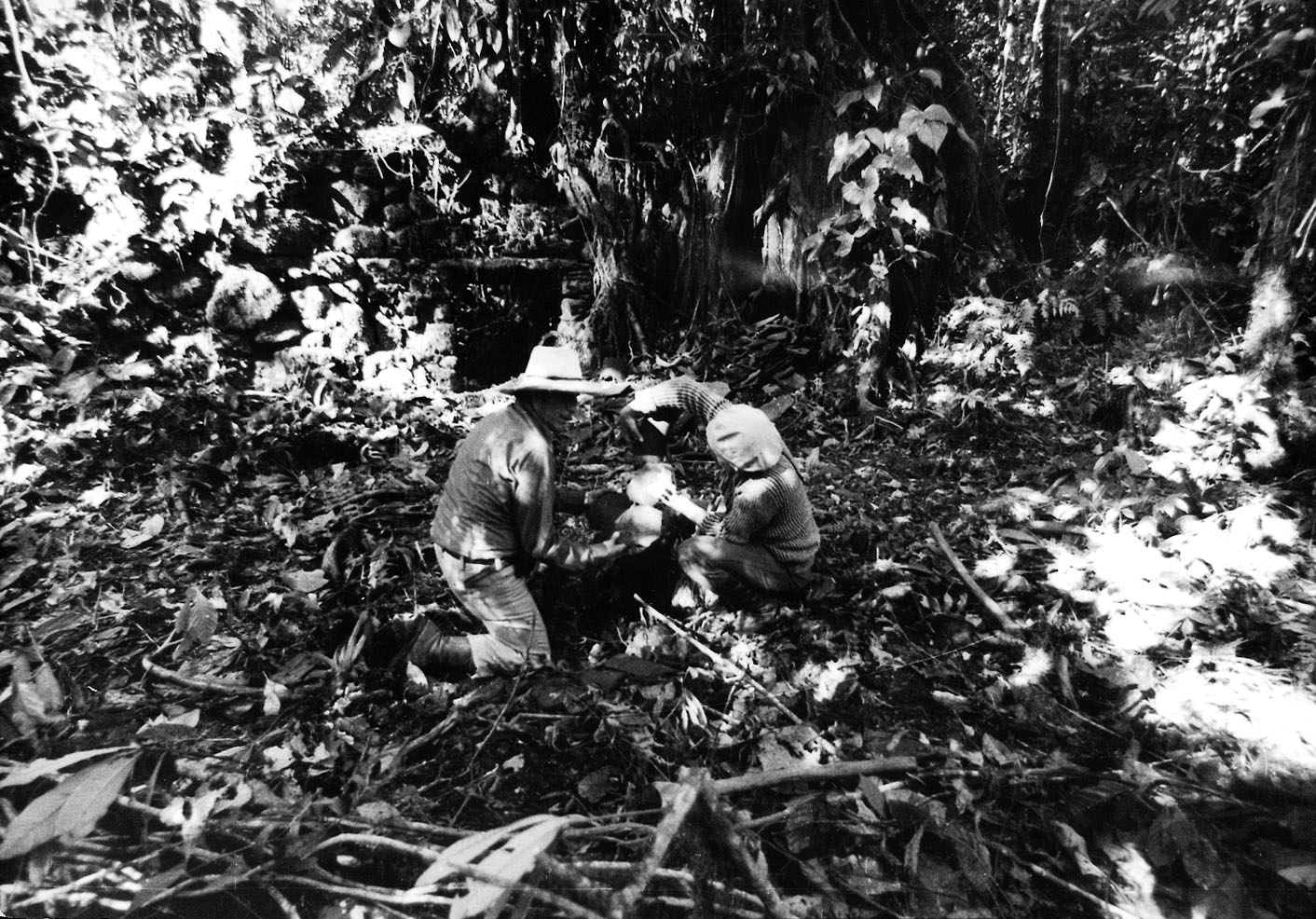
Edmundo Guillen and Elżbieta Dzikowska in the ruins of Vilcabamba, photo taken by Tony Halik in 1976

Vilacamba a fost un oraș incaș, care se pare că a fost localizat într-o zonă mlăștinoasă a statului Peru. Conform legendei, orașul a reprezentat ultimul refugiu al indienilor, în fața amenințării spaniolilor lui Francisco Pizarro (1523). 